# Fajita

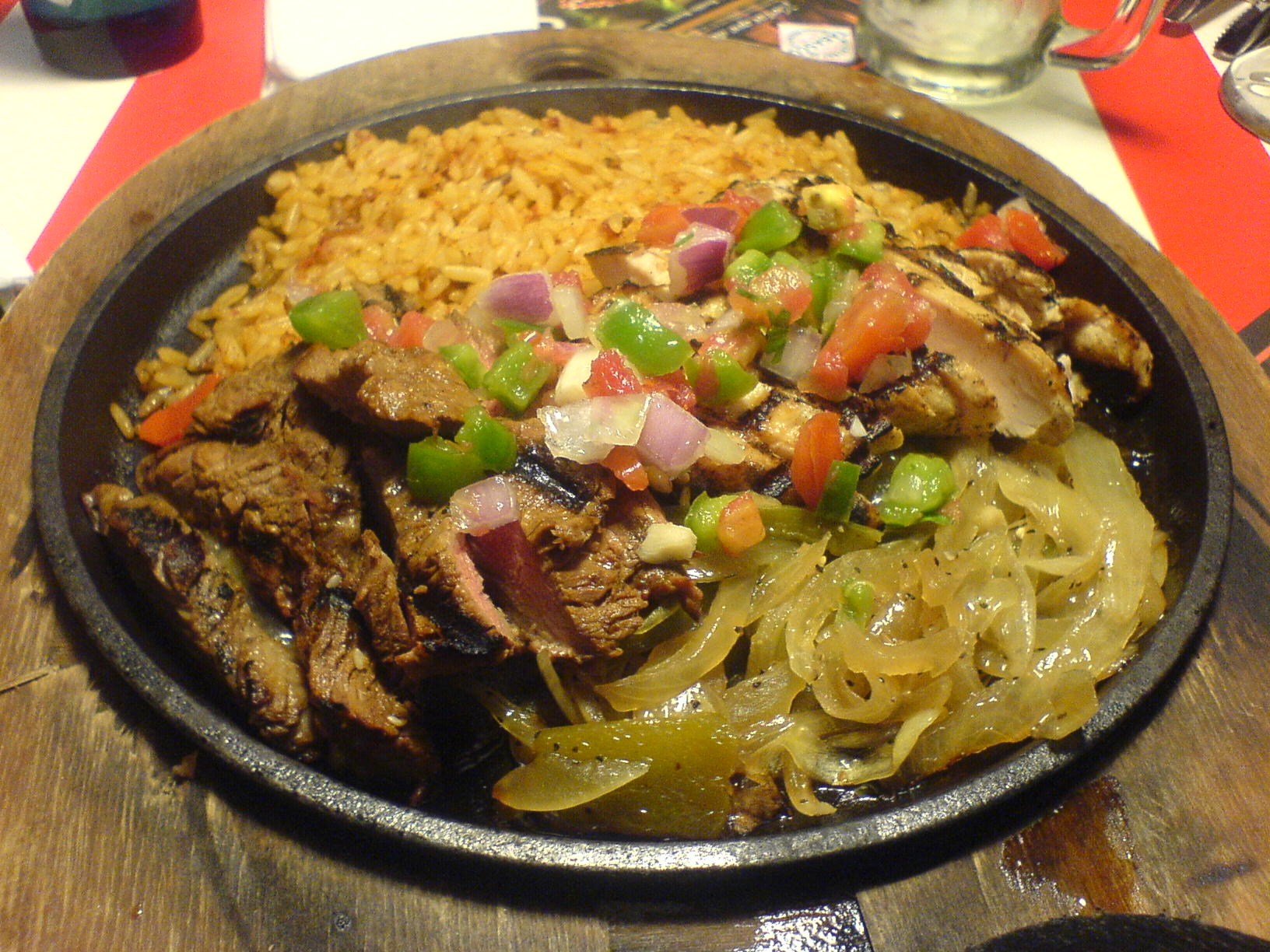
Fajita s cibulí a rýží

Fajita (španělská výslovnost [faˈxita], anglická /fəˈhiːtə/, množné číslo fajitas) je v Tex-Mex kuchyni pokrm z grilovaných proužků masa, obvykle podávaný s barevnými paprikami a cibulí na pšeničné nebo kukuřičné tortille. Slovo fajita je španělské a původně označovalo hovězí maso od bránice zvířete (skirt steak), používané v originálním receptu. Mezi oblíbené alternativy tohoto typu hovězího patří kuřecí maso a jiné druhy hovězího masa, existují i vegetariánské varianty se zeleninou místo masa. V restauracích se maso obvykle připravuje s cibulí a paprikou. Mezi oblíbená ochucovadla patří salát, zakysaná smetana, guacamole, salsa, pico de gallo, strouhaný sýr, smažené fazole a pokrájená rajčata. Severomexická varianta pokrmu se jmenuje tacos de arrachera.

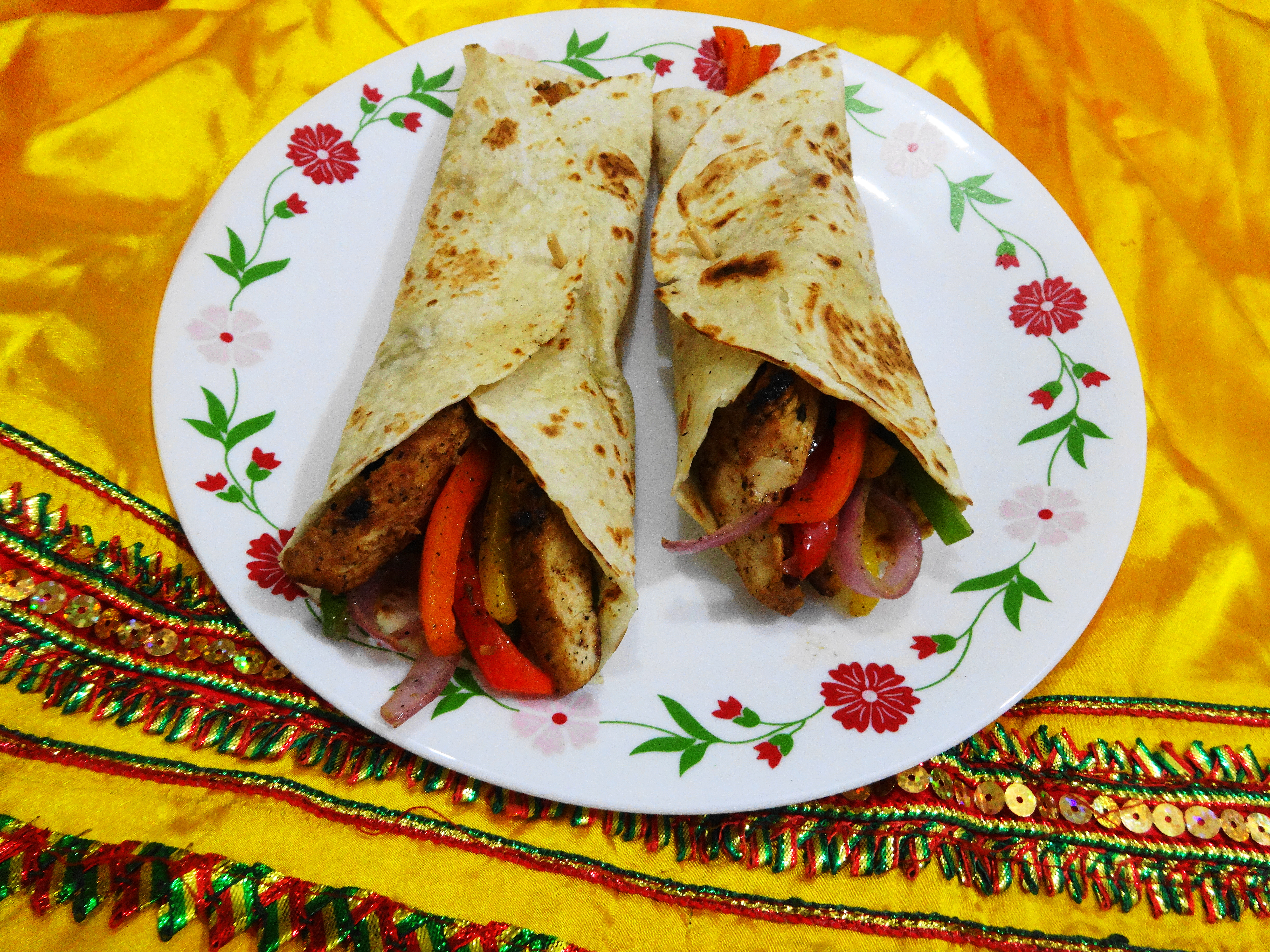
Fajita zabalená jako wrap

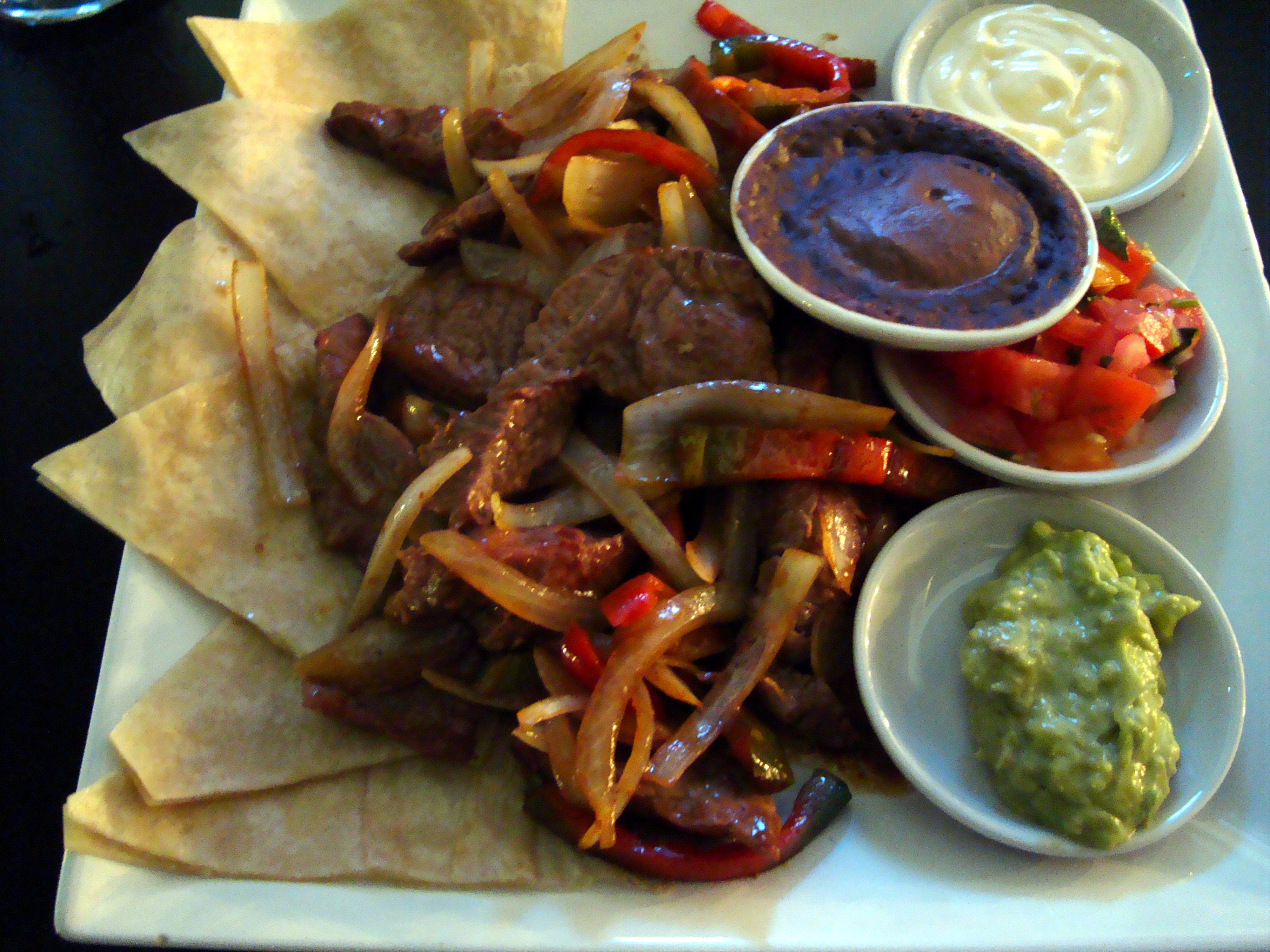
Hovězí fajita v San José v Kostarice

## Etymologie
Fajita je zdrobnělina slova faja označující malé proužky masa z hovězího pupku, nejběžnějšího druhu masa používaného k přípravě fajitas. Podle slovníku Oxford English Dictionary se slovo fajita objevuje v anglicky psaném tisku až od roku 1971. Slovo faja španělsky znamená „proužek" nebo „pás" a pochází z latinského fascia, „svazek".

## Dějiny
Maso od bránice je jedním z nejoblíbenějších druhů hovězího ke grilování v Latinské Americe . V Argentině, Chile a Uruguayi se nazývá entraña, v Brazílii fraldinha, v Mexiku arrachera a ve Spojených státech skirt steak.
První kulinářské doklady o fajitas s dnešním řezem masa, stylem přípravy (přímo na ohni nebo grilu) a španělskou přezdívkou pochází z 30. let 20. století z rančů v jižním a západním Texasu. Skirt steak byl jedním z několika druhů méně hodnotného masa dávaného vaqueros (kovbojům), když se porážel dobytek. Sonny Falcón, vedoucí masného trhu v Austinu, otevřel první komerční stánek prodávající fajita taco na venkovské oslavě 16. září 1969 v Kyle v Texasu.  Ve stejném roce Otilia Garzová uvedla fajitas v řeznické restauraci v Pharru v Texasu. Garzová prý také zavedla charakteristický prskající tác s fajitas, když v Acapulcu servírovala queso flameado (tavený mexický sýr) na litinovém talíři.
Tento styl servírování fajitas byl pak propagován různými podniky, jako Ninfa v Houstonu, Hyatt Regency v Austinu a četnými restauracemi v San Antoniu. Do jižní Arizony fajitas přišly až v 90. letech 20. století, kdy je začaly prodávat mexické restaurace rychlého občerstvení. V pozdějších letech se fajitas šířily po amerických neformálních restauracích i v domácí kuchyni.
V restauracích se maso a zelenina fajita obvykle servírují hlasitě prskající na kovovém podnose nebo pánvi spolu s ohřátými tortillami a ochucovadly, jako jsou guacamole, pico de gallo, queso, salsa, strouhaný sýr nebo zakysaná smetana.